# Ansonia rubigina
Az Ansonia rubigina a kétéltűek (Amphibia) osztályának a békák (Anura) rendjébe és a varangyfélék (Bufonidae) családjába tartozó faj. Csak Indiában él. Élőhelye a trópusi, szubtrópusi esőerdők és folyók. A faj státusza sebezhető, mert csak két helyen írták le: Nyugat-Ghats déli részén a Kerala állambeli Silent Valley és Wayanad területeken találtak csak példányokat 1000 és 1200 méter tszf. között.

## Külső hivatkozások
- Adatok